# Хуан Фу
Хуа́н Фу (кит. 黄郛, пиньинь Huáng Fú, 8 марта 1880 — 6 декабря 1936) — китайский военный и политический деятель первой половины XX века, 9-й Президент Китайской Республики (31 октября—23 ноября 1924) и Председатель госсовета Китайской Республики (31 октября—24 ноября 1924).

## Биография
Хуан Фу родился в 1880 году в посёлке Байгуань уезда Шанъюй провинции Чжэцзян. В 1904 году он поступил в военное училище, затем был за государственный счёт отправлен учиться в Японию. Во время учёбы в Японии Хуан Фу вступил в Тунмэнхой и познакомился с Чан Кайши и Чжан Цюнем, в 1910 году вернулся в Китай.
Когда в 1911 году произошло Учанское восстание, Хуан Фу отправился в Шанхай, где помог Чэнь Цимэю установить власть революционного правительства. Во время совместной деятельности в Шанхае Хуан Фу, Чэнь Цимэй и Чан Кайши стали побратимами.
Когда в 1912 году в Нанкине было образовано Временное правительство Китайской республики, Хуан Фу был назначен главным инспектором военных постов. Когда Юань Шикай стал временным президентом Китайской республики, то Хуан Фу стал начальником штаба генерал-губернатора провинции Цзянсу. Когда в 1913 году началась Вторая революция, то Хуан Фу выступил на стороне революционеров против Юань Шикая. После поражения революционеров Хуан Фу через Японию выехал в США. В 1916 году он вернулся в Китай и принял участие в войне в защиту республики. После победы республиканцев Хуан Фу поселился в Тяньцзине и занялся писательской деятельностью.
В 1921 году Хуан Фу был в числе делегатов Бэйянского правительства на Вашингтонской конференции. В 1923 году он стал министром иностранных дел в правительстве Чжан Шаоцзэна, затем был министром просвещения в правительствах Гао Линвэя и Янь Хуэйцина.
В 1924 году Фэн Юйсян устроил Пекинский переворот, в результате которого Чжилийская клика потеряла власть. Хуан Фу поддержал Фэн Юйсяна и стал главой правительства. Однако затем власть перешла к Фэнтяньской клике, и Дуань Цижуй поставил у власти своих людей, а Хуан Фу уехал в Тяньцзинь.
В 1926 году гоминьдановское правительство организовало Северный поход, Чан Кайши взял Наньчан и разместил там свою временную ставку. В 1927 году Хуан Фу отправился на юг и присоединился к гоминьдановцам. После шанхайской резни 1927 года он стал мэром Шанхая. С февраля 1928 года Хуан Фу возглавил министерство иностранных дел.
В 1933 году Хуан Фу подписал с китайской стороны перемирие Тангу.